# شبکه ذخیره‌سازی مجازی
یک شبکه محیط ذخیره سازی مجازی (virtual SAN,VSAN)  نمایشی منطقی از یک شبکه محیط ذخیره سازی فیزیکی (SAN) است. یک VSAN عملیات مربوط به ذخیره سازی را از لایه ذخیره سازی فیزیکی استخراج می کند و با ادغام حافظه محلی سرورها بر روی یک شبکه در یک مخزن یا چندین مخزن ذخیره، دسترسی ذخیره سازی مشترک به برنامه ها و ماشین های مجازی را تامین می کند.
استفاده از ٰVSAN اجازه جداسازی ترافیک در بخشهای خاصی از شبکه را می دهد. اگر ایرادی در یک VSAN رخ دهد, مشکل را می توان با حداقل اختلال به بقیه شبکه حل کرد.  همچنین VSAN می تواند به طور جداگانه و مستقل پیکربندی شود.

## فن آوری

### عملکرد
VSAN به‌عنوان یک نرم‌افزار اختصاصی و مسئول برای دسترسی به حافظه عمل می‌کند، و بسته به عرضه کننده، می‌تواند به عنوان یک ابزار ذخیره‌سازی مجازی (VSA)، یک کنترل‌کننده ذخیره‌سازی که در داخل یک ماشین مجازی ایزوله (VM)  اجرا می شود یا یک برنامه معمولی در حالت کاربر، مانند StarWind Virtual SAN یا DataCore SANsymphony اجرا شود. همچنین می‌تواند  به‌عنوان یک ماژول قابل بارگذاری  حالت هسته ، مانند VMware vSAN یا Microsoft Storage Spaces Direct (S2D)   پیاده سازی شود. یک VSAN می تواند به یک هایپروایزر خاص، معروف به هایپروایزر اختصاصی اتصال یابد، همچنین می تواند  هایپروایزرهای مختلف، شناخته شده به هایپروایزر اگنستیک، را بپذیرد. 
عرضه کنندگان مختلف نیازمندی های متفاوتی برای حداقل تعداد گره هایی که در یک خوشه VSAN قابل انعطاف شرکت می کنند، دارند. حداقل نیاز داشتن دست کم 2 مورد برای دسترسی بالا  است.

#### all-flash در مقابل VSAN هیبریدی
اپراتورهای مرکز داده می توانند VSAN ها را در یک محیط تمام فلش یا یک ساختار هیبریدی قرار دهند، که فلش فقط در لایه کش استفاده می شود و ذخیره سازی دیسک چرخان رایج در هر جای دیگری استفاده می شود. VSAN های تمام فلش کارکرد بهتری دارند، اما از سال 2019 گران تر از شبکه های هیبریدی بودند. 

### پروتکل ها
برای اشتراک گذاری فضای ذخیره سازی روی یک شبکه، VSAN از پروتکل هایی مثل کانال فیبری (FC)، رابط سیستم های کامپیوتر کوچک اینترنت (iSCSI)، بلوک پیام سرور (SMB) و سیستم فایل شبکه (NFS) و همین طور شیوه نامه های اختصاصی بهره می گیرد.

### کاربرد
یک VSAN نقشی مشابه زیرساخت شبکه محیط ذخیره‌سازی فیزیکی را اجرا می‌کند، همچنین برای مجازی‌سازی ظرفیت کاری نیز استفاده می‌شود که می‌تواند شامل پایگاه‌های داده، محیط‌های زیرساخت دسکتاپ مجازی (VDI)، سرورهای فایل، سیستم‌های CRM و سایر برنامه‌های سازمانی باشد. 
VSAN ها می توانند با استفاده از سخت افزار ارزان قیمت برای شبکه های اداری از راه دور استفاده شوند. 
همچنین برنامه هایی با منطقه غیر نظامی(DMZ) وجود دارند، یک شبکه مجزا که خارج از دیوار آتش یک شرکت قرار دارد، و مناطقی با محدودیت فضا، مانند مجرا، که در آن منطقه سخت افزار با آرایش کمتر از  2-3 گره شانس بیشتری دارد.
با توانایی کار بر روی سخت‌افزار کالا، یک VSAN اغلب برای ساختن بسیار در دسترس در دو یا چند سایت که در یک خوشه به هم پیوسته اند، استفاده می شود. این نوع آرایش به خوشه بندی منبسط شده شناخته می شود.
یک VSAN همینطور می‌تواند محیط‌های ابری هیبریدی بسیار در دسترس را با ترکیب کردن منابع موجود در محل و محیط‌های ابری عمومی ایجاد کند. 

## مزایا
اولین مزیت VSAN توانایی آن در فراهم کردن فضای ذخیره سازی مشترک است. همچنین با امکان ایجاد کپی های اضافه داده بر روی سرور ها در یک خوشه VSAN، مقاومت سیستم های ذخیره سازی را افزایش می دهد. این کار را در حالی انجام می دهد که به سخت افزار و مصرف انرژی کمتری نسبت به شبکه های محیط ذخیره سازی(SAN) فیزیکی نیاز دارد. استفاده از VSAN برای ذخیره‌سازی محلی، گزینه‌های انعطاف‌پذیری دیگری از جمله  آینه‌سازی یا erasure coding با سطوح برابری مختلف را فراهم می‌کند. 
مزیت دیگر این است که بر خلاف محصول معمولی که  کلید به کلید تغییر اندازه می دهد، یک VSAN می تواند  پورت به پورت  تغییر اندازه دهد.

## مفاهیم مشابه
VSAN اغلب با ابر همگرایی در ارتباط است، مفهومی که به منسجم سازی  محاسباتی، شبکه سازی و ذخیره سازی  منابع در یک سرور واحد دلالت می کند. به طور مشابه، یک VSAN از داشتن یک لایه ذخیره سازی فیزیکی جدا و پشته شبکه سازی مورد نیاز دوری می کند به جای آن، حافظه را از چندین گره در یک لایه حافظه مجازی و یکپارچه ادغام می کند. VSAN ها کنترل عملیات مربوط به ذخیره سازی، دسترسی و ویژگی هایی را در اختیاز می گیرند که فرصت اجرای حذف رکورد های تکراری داده ، فشرده سازی داده ها ، دسترسی بالا و سایر ویژگی ها را بر روی سخت‌افزار سرور x86 ایجاد می کند.   به علاوه VSAN  با حافظه نرم افزاری تعریف شده (SDS) ارتباط دارد.  با این حال، VSAN می‌تواند در معماری‌های همگرا هم مورد استفاده قرار گیرد که در آن VSAN بر روی گره‌های حافظه اختصاصی به‌عنوان یک خوشه قرار می گیرد و فضای ذخیره‌سازی مشترک را روی شبکه برای محاسبه گره‌ها عرضه میکند.

## جستار های وابسته
- شبکه ذخیره سازی
- کانال فیبری
- کانال فیبری فابریک
- VLAN ، برای مکانیزم مشابه در اترنت